# アウレル・ヴライク国際空港
ブカレスト・アウレル・ヴライク空港 (Bucharest Aurel Vlaicu Airport、(IATA: BBU, ICAO: LRBS)) はルーマニアの首都ブカレストのバネアサ地区にある空港で、ブカレスト中心部からは北に8.5キロメートルのところにある。所在する地区の名前からバネアサ空港、あるいはブカレストシティ空港と呼ばれることも多い。 ルーマニアの技術者・発明家で飛行機を設計し自ら操縦も行ったアウレル・ヴライクにちなんで名づけられた。1969年にオトペニ空港 (現在のアンリ・コアンダ国際空港) が民間に開放されるまでは、ブカレスト唯一の空港であった。
2012年3月にビジネス機を除くすべての便がアンリ・コアンダ国際空港に移転したが、それまではルーマニア第二の空港で、ブカレストのLCCハブ空港であった。

## 歴史

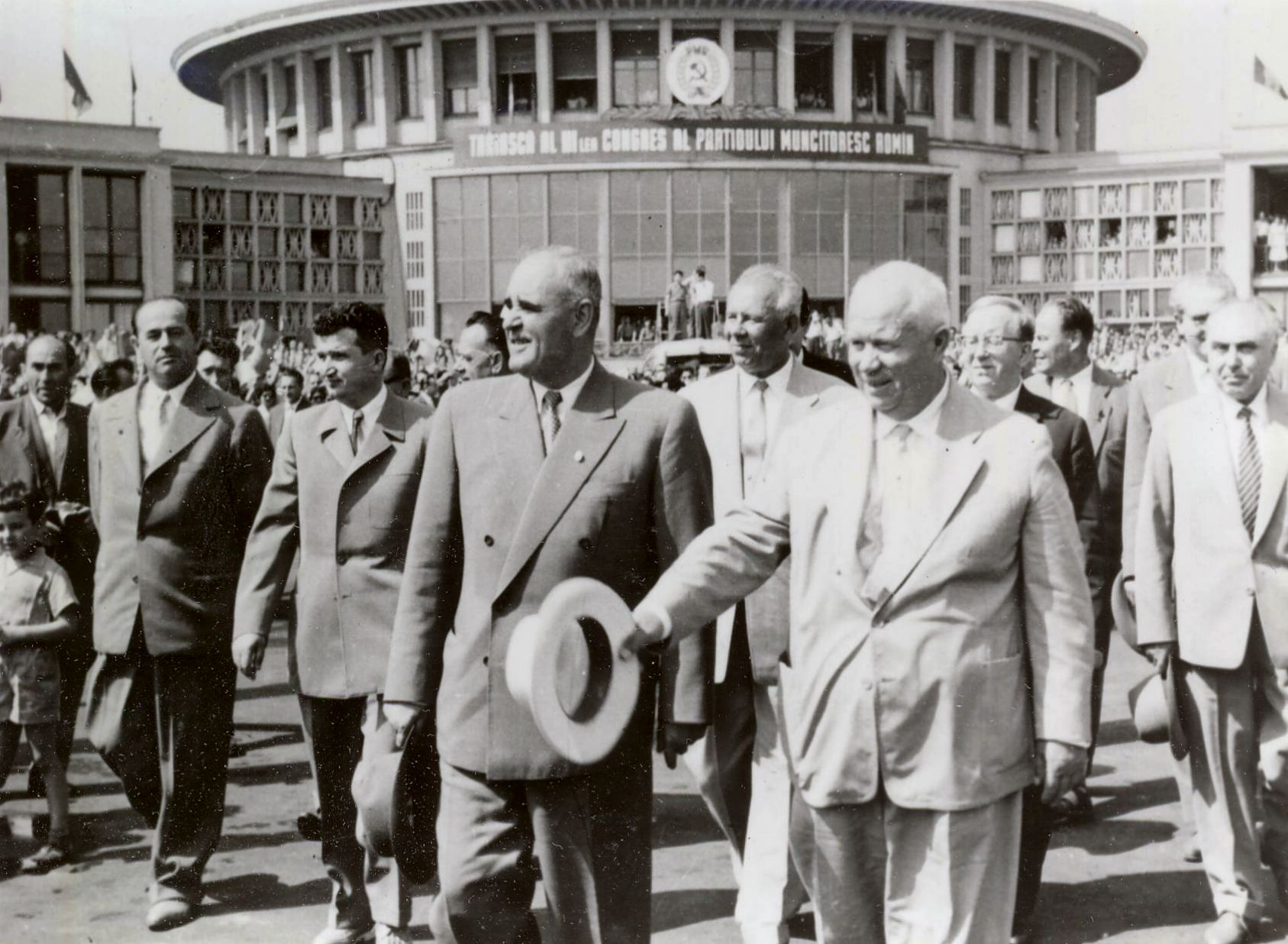
1960年6月、バネアサ空港に降り立った後、出迎えたゲオルギュ＝デジと並んで歩くフルシチョフ (右手に帽子を持った人物)。デジの左後方はチャウシェスク。

バネアサで初めて飛行機が飛んだのは1909年で、フランスのパイロット ルイ・ブレリオによるものであった。1912年にはルーマニア初の飛行学校がバネアサ飛行場に開校した。このため、バネアサ空港は東欧で最も古くから存続している空港であり、世界最古の5つの空港のうちの1つとなった。 
1920年にはルーマニア初で世界的にも最も初期の航空会社CFRNA (フランス-ルーマニア航空輸送社) がバネアサ空港を拠点とした。CFRNAはルーマニアのフラッグキャリアであるタロム航空の前身である。CFRNAは1923年にバネアサ空港に航空機整備工場を建設し、1960年代にはそれを基盤として航空宇宙企業ローマエロが設立された。 
現在のターミナルビルは1940年代後半に設計され、1952年に開業したもので、当時はブカレストで最も素晴らしい建築とされていた。建物は3翅プロペラをモチーフとしたもので、中央のドームの周りに2つのウィングを持つデザインになっている。 
1947年から1989年の共産主義政権時代には、バネアサ空港とオトペニ空港はそれぞれタロム航空の国内線ハブおよび国際線ハブの役割を果たしていた。2000年代初頭には、タロム航空は全便をオトペニ空港 (アンリ・コアンダ国際空港に改名) に移転した。 

### 2007年のLCC進出

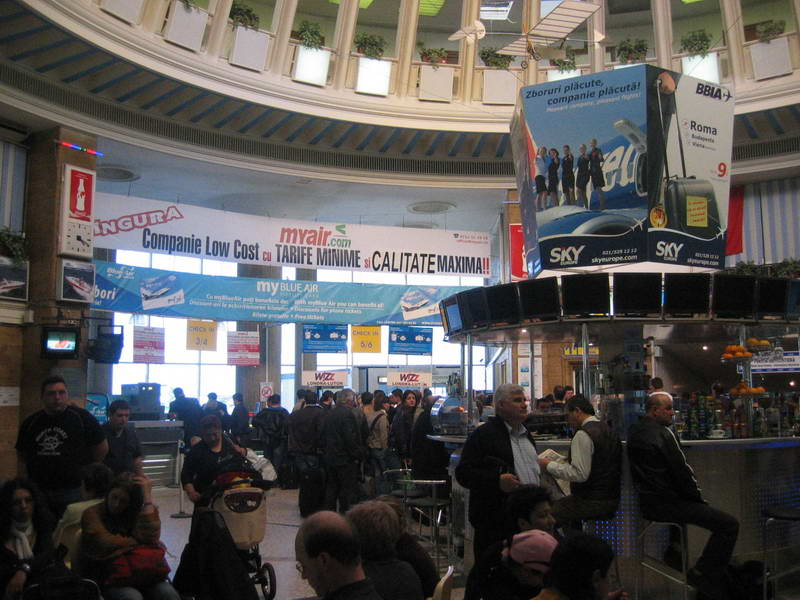
ターミナル内部。2007年

アウレル・ヴライク国際空港に初めて就航した格安航空会社は2004年のブルーエアであった。2007年1月からはウィズエアー、イージージェットおよびジャーマンウィングスが欧州域内路線を就航させた。 

### 改装工事
2007年5月10日から8月19日にかけて、改装工事のため閉鎖された。この期間は全便がアンリ・コアンダ国際空港に移転した。商業施設やレストラン、VIPラウンジ、300台収容の駐車場などが改装された。滑走路と照明システムも全面的に見直され、改装費用は約2,000万ユーロであった。 

### ビジネス空港への転換
2012年3月にはビジネス利用専用となり、LCCを含む定期旅客便はアンリ・コアンダ国際空港に移転した。 

### 定期便再就航の動き
2017年と2018年には、運営会社主催の公開討論が行われ、改装工事を実施した後に定期便の運航を再開させる可能性があることが示唆された。 

## ターミナル
建物は1940年代後半に設計されたもので、利用客数は最大でも年間60万人、出発間隔は25分間隔が限界であった。そのため、定期旅客便が撤退する直前には施設の小ささが顕在化し、猛烈な混雑であった。ターミナルビルはブカレストのランドマークでもあり、空港敷地に空きがないこともあって拡張することができなかった。 

## 就航便
2012年3月25日にすべての定期旅客便はアンリ・コアンダ国際空港に移転した。現在、アウレル・ヴライク国際空港にはチャーター便とプライベートジェットが発着するのみである。 

## 利用者数推移
2001年から2002年にかけては月間利用者数20-30人という極めて閑散とした空港であったが、2004年には119,000人、2011年には2,398,911人が利用した。2012年に定期旅客便がアンリ・コアンダ国際空港に移転したため、翌年以降は利用者数が大幅に減っている。
| 年     | 乗客      | 前年度比 |
| ------ | --------- | -------- |
| 2005年 | 380,474   | 222％    |
| 2006年 | 672,923   | 76.8％   |
| 2007年 | 968,084   | 43.8％   |
| 2008年 | 1,724,633 | 78.1％   |
| 2009年 | 1,974,337 | 14.4％   |
| 2010年 | 1,881,509 | 4.7％    |
| 2011年 | 2,398,911 | 27.5％   |
| 2012年 | 424,016   | 82.3％   |
| 2013年 | 6,036     | 98.5％   |
| 2014年 | 4,960     | 17.8％   |
| 2015年 | 12,925    | 160.5％  |
| 2016年 | 7,226     | 44.1％   |
| 2017年 | 17,623    | 143.9％  |
| 2018年 | 5,690     |          |

## ブカレスト国際航空ショー
アウレル・ヴライク国際空港ではルーマニア最大の航空ショーであるブカレスト国際航空ショーが開催されている。 2018年には10回目を迎え、13カ国から100人のパイロットと空挺部隊が招かれ、150機の地上展示および飛行展示が行われた。 

## 交通アクセス
ブカレスト市内中心部から北に8キロメートルに位置し、ブカレスト交通公団バス131、335、605、149、261および304の各系統の他、エアポートエクスプレス780・783系統やタクシーでアクセスできる。 
2006年6月にブカレスト地下鉄M6号線を新設してアウレル・ヴライク国際空港とブカレスト北駅およびアンリ・コアンダ国際空港を接続する計画が承認され、現在計画段階である。 